# Гайлен Шаалалі
Гайлен Шаалалі (араб. غيلان الشعلالي; нар. 28 лютого 1994, Мануба) — туніський футболіст, півзахисник клубу «Есперанс».
Виступав, зокрема, за клуб «Есперанс», а також національну збірну Тунісу.

## Клубна кар'єра
Народився 28 лютого 1994 року в місті Мануба. Вихованець футбольної школи клубу «Есперанс». Дорослу футбольну кар'єру розпочав 2014 року в основній команді того ж клубу, кольори якої захищає й донині. У складі клубу Шаалалі двічі виграв чемпіонат і завоював Кубок Тунісу, а 2017 року став переможцем Арабської ліги чемпіонів.

## Виступи за збірну
1 вересня 2017 року в відбірковому матчі до чемпіонату світу 2018 року проти збірної ДР Конго Шаалалі дебютував у складі національної збірної Тунісу. У цьому ж поєдинку він забив свій перший гол за національну команду.
У складі збірної був учасником чемпіонату світу 2018 року у Росії.

## Досягнення
- Чемпіон Тунісу: 2016/17, 2017/18
- Володар Кубка Тунісу: 2015/16
- Переможець Арабської ліги чемпіонів: 2017